# 乌兰木伦镇
乌兰木伦镇，是中华人民共和国内蒙古自治区鄂尔多斯市伊金霍洛旗下辖的一个乡镇级行政单位。乌兰木伦即蒙语“红色的河”。

## 行政区划
乌兰木伦镇下辖以下地区：
第一社区、第二社区、第三社区、第四社区、第五社区、第六社区、第七社区、第八社区、第九社区、第十社区、第十一社区、第十二社区、上湾村、布连塔村、苏勒德霍洛村、乌兰木伦村、查干苏村、花亥图村、木独希里村、折家梁村、石灰沟村、布连海子村、格丑庙村、布尔台格村、明安木独村、巴日图塔村、哈沙图村和曼斋庙村。